# Granges-sur-Baume
Granges-sur-Baume è un comune francese soppresso e frazione del dipartimento del Giura nella regione della Borgogna-Franca Contea. Dal 1º gennaio 2016 si è fuso con i comuni di Crançot e Mirebel per formare il nuovo comune di Hauteroche.

## Società

### Evoluzione demografica
Abitanti censiti